# 垂井線
垂井線（たるいせん）は、東海道本線南荒尾信号場 - 関ケ原駅間の東海道本線下り線線路の通称である。
国土交通省監修の『鉄道要覧』では、垂井駅経由が東海道本線の「本線」であるが、戦中に一度線路が撤去され、戦後になって敷設し直した経緯があり、それ以降当区間の下り線線路はこの通称で呼ばれている。

## 概要
東海道本線大垣駅 - 関ケ原駅 - 近江長岡駅 - 米原駅間は、関ヶ原・伊吹山越えの難所として知られ、その東側斜面の垂井駅 - 関ケ原駅間は、ほぼ直線ながら20 - 25‰（パーミル）の急勾配が連続する区間で、下り列車が関ケ原駅へ向かう場合は、登り勾配となる。そのため、大垣駅 - 関ケ原駅の改良を行い、上り線を1線、下り線は2線として、合計3線構造となっている。
大垣駅 - 南荒尾信号場 - 垂井駅 - 関ケ原駅間は複線であるが、そのうち南荒尾信号場 - 垂井駅 - 関ケ原駅間の下り線線路は、通称：垂井線と呼ばれている。太平洋戦争中の輸送力増強のため、この区間の勾配で補機を連結せずに輸送できるように下り列車用の勾配緩和（最大10‰）別線（新垂井線）が建設された際、南荒尾信号場 - 垂井駅 - 関ケ原駅間の下り線は撤去された。垂井線は、戦後それを敷設し直したものである。
垂井線は原則として普通列車のみが走行し、特急列車や貨物列車は入線しない。そのため、最高運転速度も85km/hに抑えられている。なお、南荒尾信号場 - 垂井駅間は下り専用で、垂井駅 - 関ケ原駅間は上下双方向に運転可能な単線となっており、垂井駅に停車する下り列車及び関ケ原始発の上り列車は垂井線を走行する（配線略図参照）。

### 垂井線と新垂井線の関係
垂井線と新垂井線の関係性は下表のようになる。
| 路線     | 正式上の路線名称         | 運行上の名称           | 方向                                                              | 経由             | 走行列車               | 最高速度 |
| -------- | ------------------------ | ---------------------- | ----------------------------------------------------------------- | ---------------- | ---------------------- | -------- |
| 垂井線   | 東海道本線（本線下り線） | 垂井線                 | 南荒尾信号場ｰ垂井駅：下りのみ 垂井駅 - 関ケ原駅：双方向に走行可能 | 垂井駅           | 普通列車のみ           | 85km/h   |
| 新垂井線 | 東海道本線（支線）       | （東海道本線）下り本線 | 下り                                                              | 新垂井駅（廃駅） | 特急列車、貨物列車のみ | 120km/h  |

表中にある「正式上の路線名称」と「運行上の名称」の関係は、前者が国土交通省監修の『鉄道要覧』上および国鉄時代に制定された日本国有鉄道線路名称やそれを基にした国鉄時代の時刻表の線名索引上の路線名称で、後者は、JR東海が運行上で制定した名称で、JR東海が国土交通省に提出している書類である「事業基本計画」では、本項区間における東海道本線は「熱海〜米原」「大垣〜関ケ原（垂井経由）」と記載されている。これは、旧・新垂井駅経由の支線を本線と扱い、垂井駅経由を別線扱いとしている。よって当該区間は運行上、「下り本線」が旧・新垂井駅経由の支線、「上り本線」が垂井駅経由の本線上り線線路、「垂井線」が垂井駅経由の本線下り線線路である。

## 歴史

### 大垣駅 - 関ケ原駅間が開業から戦前まで
東海道本線には、25‰の急勾配区間が3か所あり、そのうちの1つが関ヶ原・伊吹山越え（他2か所は箱根越えと逢坂山越えで、それぞれ丹那トンネルと東山トンネル・新逢坂山トンネルへの付け替えにより解消）と呼ばれていた。1884年（明治17年）5月25日に大垣駅 - 関ケ原駅間が開業したが、伊吹山の東側斜面にあたる当区間は、東海道本線の難所越え区間で最後まで急勾配が残り、垂井駅 - 関ケ原駅間は、ほぼ直線ながら20 - 25‰の急勾配が連続する区間で、下り列車が関ケ原駅へ向かう場合は、登り勾配となるため、本区間は明治時代より改良の調査をしていた。1940年（昭和15）年になると軍事輸送が増加、下り列車の補機連結のため、上り列車の補機の回送があるなどで、線路容量が極度に切迫、東海道本線中最大の隘路となった。そこで、下り線勾配緩和のため、勾配を10‰に抑えた単線の下り列車用別線を建設、1944年（昭和19年）10月11日に開業した。この線路は新垂井線とも呼ばれている。当初の計画では在来線は複線のままで残し、新線は下り長距離列車のみを通過させ、その他の列車は従来の下り線を通す予定であった。しかし、戦争による軌条の供給状況が切迫しているため、計画変更を余儀なくされ、この迂回線開業と同時に、下り本線は廃止され2線運転となり、さらに、線路も撤去されてしまった。このため、垂井町の人々は、下り列車は新垂井駅、上り列車は垂井駅を利用しなければならず、しかも両駅間は3.0km近く離れている。そこで、両駅を連絡するバスも運行されたが、不便この上なかった。

### 戦後の垂井線
1946年（昭和21年）11月1日に廃止された下り本線が復活、この区間は3線運転となった。ただし、この線路は普通列車のみ運行であったが、垂井駅で下り・上り両方の列車が利用できるようになった。なお、この線路は今でも垂井線という通称で呼ばれている。戦後、東海道本線の輸送需要の増加を背景に、新垂井線には、特急「こだま」号などの数々の優等列車や「たから号」やフレートライナーなどの貨物列車が通過していったのに対し、垂井線には普通列車しか入線せず、その後においても優等列車や貨物列車の入線はない。なお、1986年（昭和61年）11月1日に新垂井駅が廃止され、これ以降普通列車は全て垂井駅経由での運行となった。

#### 年表
- 1884年（明治17年）5月25日：官営鉄道大垣駅 - 関ケ原駅開業
- 1944年（昭和19年）10月11日：東海道本線大垣駅 - 関ケ原駅間に新垂井駅経由の下り線専用新線（新垂井線）開業。同日新垂井駅開業および南荒尾信号場 - 垂井駅 - 関ケ原駅間の下り本線廃止
- 1946年（昭和21年）11月1日：廃止された下り本線（垂井線）が復活。ただし、この区間は普通列車のみ運行
- 1986年（昭和61年）11月1日：新垂井駅廃止。これ以降普通列車は全て垂井駅経由での運行となる

## 運行形態
本節では、2021年3月13日以降の運行形態について説明する。

### 南荒尾信号場 - 関ケ原駅間 線路配線
| ← 大垣・ 名古屋方面 | 南荒尾信号場 - 関ケ原駅間 線路配線略図 | → 米原方面 |
| | ↓ 美濃赤坂駅                           |            |
| 凡例 出典: 色付き線の名称の凡例 本線上り：正式上は本線上り線 本線下り：正式上は支線（新垂井線） 垂井線：正式上は本線下り線 美濃赤坂線：大垣駅 - 美濃赤坂駅間の支線（美濃赤坂線を参照） |                                        |            |

垂井線は、上図のように南荒尾信号場の分岐から上り本線と平行、垂井駅では3番線を使用、垂井駅を過ぎると関ケ原駅垂井方で上り本線と垂井線の間に新垂井線が割り込む配線のため、関ケ原駅では1番線か2番線を使用する。下り列車は南荒尾信号場から垂井線に進入し関ケ原駅まで走行する。また、垂井駅 - 関ケ原駅間は上下双方向運行が可能である。なお、関ケ原駅始発の上り列車および関ケ原駅終着で折り返し大垣車両区に向かう回送列車は、配線上上り本線へは進入できない。そのため、それらの列車は関ケ原駅2番線から出発、関ケ原駅から垂井駅関ケ原方の金蓮寺踏切付近の分岐まで垂井線を走行する。垂井駅は中線（2番線）か3番線に入り、垂井駅大垣方の相川橋梁を通過後上り本線に進入する。これらの列車は垂井駅 - 関ケ原駅間は上り本線の隣（右側）を上り方向に進んでいるため、上り本線側から見ると逆走しているように見える。

### 垂井線の運行形態
関ケ原・米原方面の下り普通列車はすべて垂井線経由で運行される。関ケ原駅発着列車のうち、関ケ原始発は朝上り2本（土休日は1本）、関ケ原終着は夜下り2本（土休日は1本）である。朝の関ケ原発は、豊橋行き新快速（全日5時51分発）と豊橋行き区間快速（平日のみ7時17分発）、夜の関ケ原行きは、特別快速（全日）と区間快速（平日のみ）で、いずれも豊橋発である。なお、上り関ケ原始発は、前述の通り関ケ原駅2番線から、垂井駅手前まで垂井線を走行する。また、垂井駅2番線は上り本線側からの列車の入線も可能であり、2016年（平成28年）3月25日までは特急（ワイドビュー）しなのの通過待ちで使われていた。2024年3月16日現在では、垂井駅2番線を客扱いで使用するのは前述の関ケ原発の列車のみである。
なお、2016年（平成28年）3月26日のダイヤ改正までは特急形車両がホームライナーとして当線を走行していたが、これ以降の特急形車両の入線はない。

## データ

### 駅一覧
全駅・全信号場とも岐阜県内に所在。
| 駅番号 | 駅名         | 駅間 営業キロ | 累計 営業キロ | 累計 営業キロ | 累計 営業キロ | 備考                                      | 所在地 | 所在地   |          |
| 駅番号 | 駅名         | 駅間 営業キロ | 大垣駅 から   | 熱海駅 から   | 東京駅 から   | 備考                                      | 所在地 | 所在地   |          |
| ------ | ------------ | ------------- | ------------- | ------------- | ------------- | ----------------------------------------- | ------ | -------- | -------- |
| CA77   | 大垣駅       | -             | 0.0           | 305.4         | 410.0         |                                           | 大垣市 | 大垣市   |          |
|        | 南荒尾信号場 | 3.1           | 3.1           | 308.5         | 413.1         | 支線（新垂井線）との分岐点                | 大垣市 | 大垣市   |          |
| CA78   | 垂井駅       | 5.0           | 8.1           | 313.5         | 418.1         | 当駅 - 関ケ原駅間は上下双方向運行が可能。 | 不破郡 | 垂井町   | 垂井町   |
| CA79   | 関ケ原駅     | 5.7           | 13.8          | 319.2         | 423.8         | 支線（新垂井線）と合流                    | 不破郡 | 関ケ原町 | 関ケ原町 |

1. ↑  このキロ数は、南荒尾信号場を除いた大垣駅 - 垂井駅間の駅間キロと同様。